# Isooctane
Le 2,2,4-Triméthylpentane, ou isooctane, est un hydrocarbure de formule brute C8H18. C'est un isomère de l'octane.

## Utilisations
L'iso-octane est un type de carburant à huit atomes de carbone.
L'essence est un mélange de diverses molécules comme l'octane. Certaines d'entre elles (tel l'octane ordinaire) sont des chaînes carbonées linéaires. L'iso-octane (exemple d’hydrocarbure à chaîne ramifiée) présente des embranchements et est considéré comme un des meilleurs carburants dans la mesure où il brûle uniformément. Contrairement aux hydrocarbures à chaîne linéaire qui s’enflamment en explosant à l’intérieur des moteurs, les hydrocarbures à chaîne ramifiée brûlent doucement en chauffant le gaz dans le cylindre et exercent ainsi une pression constante sur le piston. L’aptitude à brûler doucement est ‘l’indice d'octane’ du carburant : 100 pour l’iso-octane. 
L’heptane (7 atomes de carbone) ne fait que détoner : indice d’octane = 0. Un carburant d’indice 95 contient l'équivalent de 95 % d'iso-octane et de 5 % d'heptane.
Il faut toutefois signaler que l'indice d'octane se réfère à une échelle purement comparative, prenant ses repères de 0 et 100 respectivement sur l'heptane et l'iso-octane. Des carburants réels peuvent avoir un indice d'octane supérieur à 100.
L'isooctane est utilisé comme solvant pour certaines analyses en spectrophotométrie, en particulier pour l'extinction spécifique à 232 et 270 nm dans les huiles alimentaires.